# Vocación de los apóstoles (Ghirlandaio)
La Vocación de los primeros apóstoles es un fresco (349x570 cm) de Domenico Ghirlandaio y ayudantes, realizado en 1481-1482 y que forma parte de la decoración del registro mediano de la Capilla Sixtina en el Vaticano . 

## Historia
En 1481, por sugerencia de Lorenzo el Magnífico, un grupo de artistas florentinos fueron convocados a Roma por el Sixto IV para ejecutar los frescos del grandioso proyecto de la Capilla Sixtina, sellando también la reconciliación del papa con Florencia y los Médici . Sandro Botticelli, Cosimo Rosselli y Perugino "florentino por adopción", marcharon con Ghirlandaio, que quizás ya estaba en Roma. A cada artista le seguía un notable número de ayudantes, entre los que se encontraban artistas que pronto se consolidarían, como Luca Signorelli, Pinturicchio, Filippino Lippi, Piero di Cosimo. El tema de los frescos era una exaltación del papado a través de la Historia de Moisés y la Historia de Cristo, puestas en paralelo para enfatizar la continuidad del mensaje divino, que desde la ley judía es retomado en la figura de Cristo y transmitido por Él a Pedro y luego a sus sucesores, los papas. La tarea, en lo que respecta al primer grupo de pintores, se completó rápidamente, en 1482.   
A Ghirlandaio se le confiaron dos frescos, la Vocación de los Apóstoles y la Resurrección, este último ya muy dañado en la época de Vasari y posteriormente repintado a finales del siglo XVI. La atribución del Paso del Mar Rojo es incierta. Además, los artistas pintaron la serie de los primeros treinta papas sobre los paneles de las grandes historias de Moisés y Jesús, algunas de las cuales se atribuyen a Ghirlandaio, pero las reparaciones posteriores solo permiten evaluaciones generales.

## Descripción

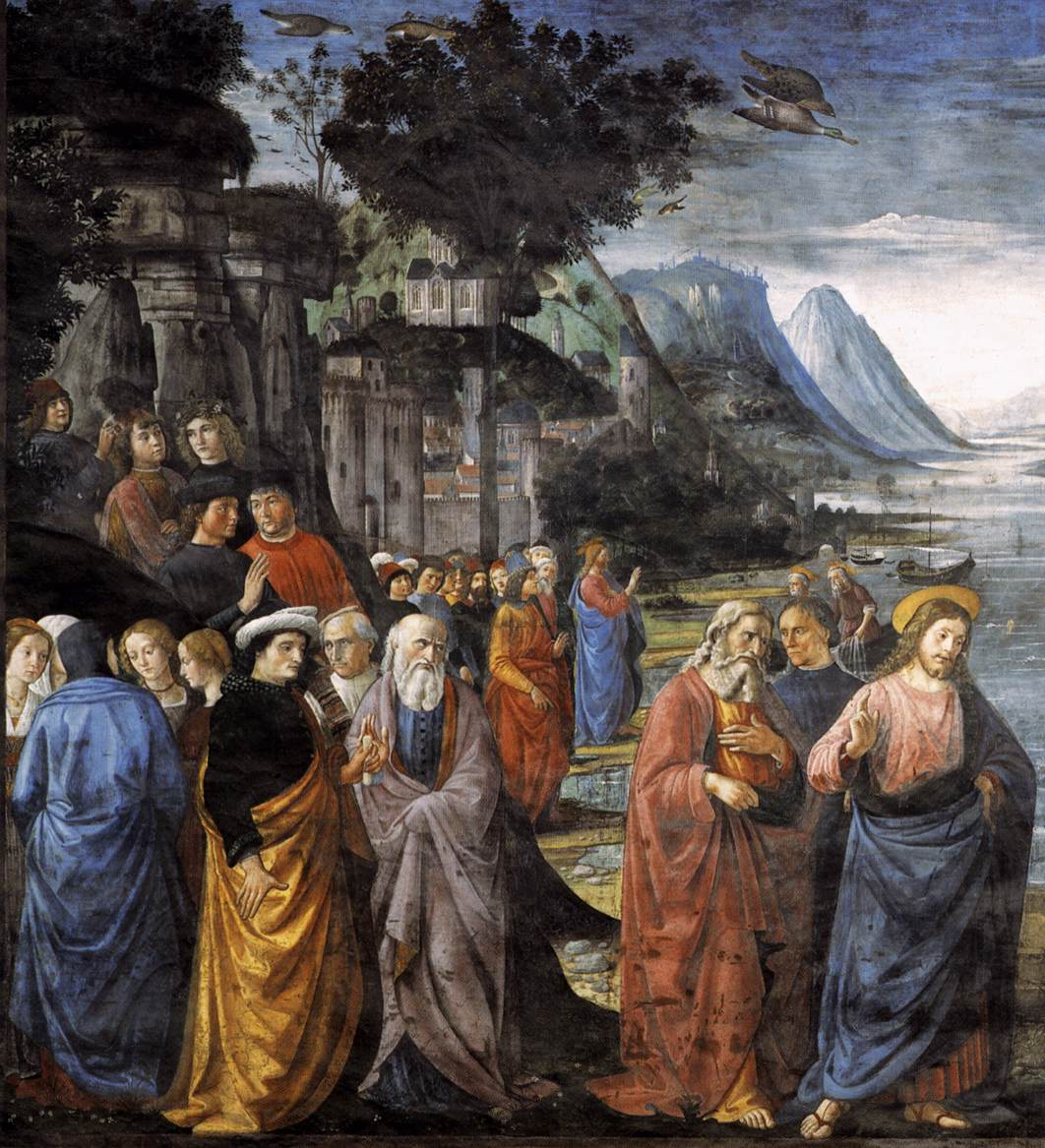
Detalle

La escena de la Vocación se divide entre el primer plano y el fondo. En medio de un lago en un amplio valle montañoso, los pescadores Simón Pedro y Andrés (a la izquierda) son llamados por Jesús, en la orilla. Poco después, los dos están detrás de Cristo, que desde la orilla opuesta (a la derecha) llama a Santiago y Juan, quienes están arreglando las redes de la barca de su padre, Zebedeo, en el centro de la escena.   
En primer plano, Pedro y Andrés, ya vestidos con mantos de los colores que les son propios (amarillo o naranja para Pedro, verde para Andrés), se arrodillan ante Cristo que, solemnemente, los bendice. El elemento más original de la obra es la multitud de espectadores, contemporáneos de Ghirlandaio como lo evidencian las vestimentas, que miran la escena como en una especie de gran audiencia a ambos lados de la escena sagrada. Los retratos son numerosos y penetrantes, colocados en bandas isocefálicas, es decir, con las cabezas en su conjunto a la misma altura. Representa a toda la comunidad florentina presente en Roma, que giraba en torno a la zona de la basílica de Santa María sobra Minerva .   

### El grupo de la izquierda
A la izquierda se encuentra el grupo de mujeres, donde se evidencia el trato agradable y charlatán del artista, entre las que destaca la dama con el manto azul en la espalda, que Ghirlandaio reutilizó en otras composiciones de obras posteriores. 
Seguido de este lado por un hombre con un ramo anudado en la cabeza, con manos particularmente expresivas, un viejo calvo con un pañuelo a rayas en el hombro y un hombre con una larga barba blanca, probablemente un erudito de Constantinopla que también sirvió de modelo en el fresco de San Jerónimo en su estudio en la iglesia de Ognissanti de Florencia (1480). Detrás de ellos descienden algunos jóvenes que parecen atrapados en sus conversaciones en lugar de ser atraídos por el evento sagrado, incluyendo un hermoso retrato de un joven con una guirnalda de flores en la cabeza, una posible alusión al nombre del artista y tal vez, se retrata en la primera fila detrás de los arrodillados (el segundo desde la izquierda, con vestido y sombrero rojo). Un tercer grupo de personajes se encuentra en el fondo, detrás de Jesús, entre los que se encuentran los curiosos ojos de algunos que, estando más lejos, parecen tratar de ver y ser vistos. 
Justo detrás de Jesús, en el centro de la escena, está el retrato de Diotisalvi Neroni, amigo de Cosme de Medici, pero entonces conspirador contra su hijo Pedro; habiendo escapado de Florencia debido al fracaso de sus complots, se refugió en Roma donde vivió bastante aislado, como también se evidencia en el cuadro por su posición lejos del grupo de otros florentinos de la derecha.

### El grupo correcto

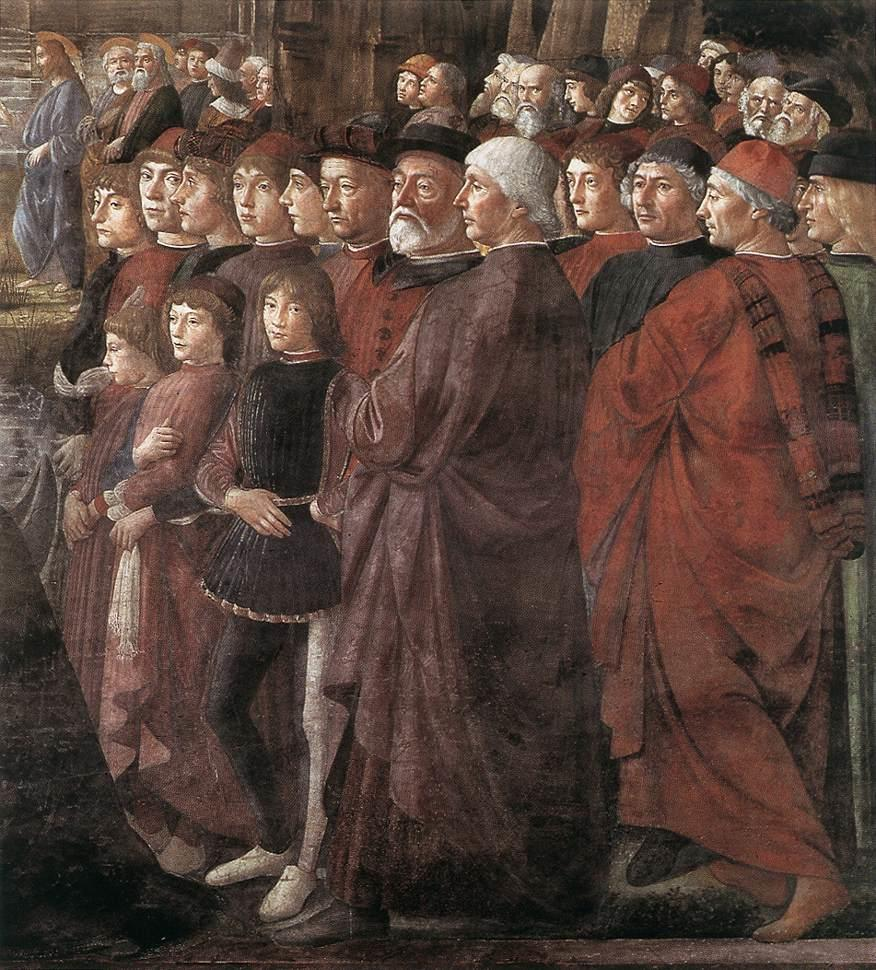
Detalle

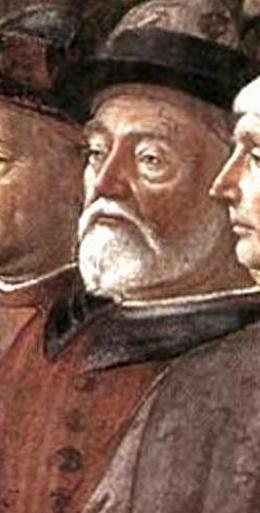
El retrato de Argiropulo.

El grupo de la derecha es el más destacado, así como el que tiene más personajes reconocidos. Se trata de una extraordinaria representación de grupo de la comunidad florentina de Roma que probablemente acogió a los artistas y que encontró en Ghirlandaio la voluntad de ser retratada en ricas vestimentas que definen su prestigio social, derivado de las actividades financieras y mercantiles que realizaban en la ciudad papal. Algunos de ellos fueron retratados nuevamente por el artista en obras posteriores en Florencia, como la familia Tornabuoni.   
Entre los hombres destaca la figura en primer plano, con un elegante vestido rojo, un pañuelo a rayas, entonces de moda, que se dejaba caer por la espalda, y el gorro del mismo color. Se trataría de Gianfrancesco Tornabuoni, también presente en los frescos de la Capilla Tornabuoni . Detrás de él hay un apuesto joven de perfil y, a la izquierda, un hombre de negro que debería ser, por la comparación con los últimos frescos de Santa María Novella, Giovanni Tornabuoni, jefe del Banco Medici en Roma y sus lucrativas actividades con el tesoro papal, tan experto en actividades financieras que se convirtió en tesorero de Sixto IV; su edad madura está atestiguada por sus canas y las primeras arrugas de su rostro. Era el hermano de Lucrecia Tornabuoni, madre de Lorenzo de Médici, que se quedó en esa misma comunidad romana, hospedada por su hermano, para encontrar una esposa adecuada para su hijo, esa Clarisa Orsini que trajo los primeros vínculos de nobleza a la familia Medici. Algunos apuntan a Giovanni en cambio con el hombre de aspecto triste, tercero en la primera fila, que lleva una capa roja y un sombrero convexo, pero tal vez es más probable que sea su hermano Francesco. El próximo joven de perfil afilado, iluminado por una luz muy clara, debería ser Giovanni Antonio Vespucci, tutor de Piero, un hermano de Boticelli. 
En la siguiente fila, la más cercana a los apóstoles, vemos un hombre en primer plano con una postura orgullosa, envuelto en un manto púrpura y su rostro de perfil enmarcado por un casco gris: no está claro quién es, si el florentino Francesco Soderini o el romano Raimondo Orsini . A su lado se encuentra un anciano con una corta barba blanca, bolsas en los ojos y un curioso sombrero rígido: se trata de Juan Argirópulo, un exiliado de Constantinopla después de su captura en 1453, que ocupó durante quince años la cátedra de griego en el Estudio Florentino, protegido por los Medici. El niño que está delante de él, mirando hacia el espectador, podría ser Lorenzo Tornabuoni, el desafortunado hijo de Giovanni que vio, tras la muerte de su padre, el colapso financiero de la familia y la muerte de su joven esposa. Un poco más adelante, de perfil, se encuentra otro Tornabuoni, Cecco, que murió en Roma en 1482 y está enterrado en una elegante tumba de Mino da Fiesole en Santa María sobre Minerva .

### El paisaje
Entre las composiciones más logradas se encuentra el amplio paisaje lacustre del fondo, que se pierde en la distancia, desvaneciéndose en la lejanía por el efecto de la niebla y la luz del amanecer, con un uso más realista y vibrante de la luz, que va más allá incluso de las obras del maestro de esta técnica, Pietro Perugino . Montañas afiladas, que evocan los montes de Masaccio en el Pago del tributo, llegan con las laderas hacia el agua, que refleja la luz muy clara, mientras que a los lados, más cerca del espectador, hay dos hileras de rocas y colinas entre las que se pueden ver iglesias, torres de castillos y las fortificaciones de dos ciudades. La de la derecha es Florencia, con el Baptisterio de San Juan y el Palazzo Vecchio, la de la izquierda tiene influencias nórdicas, derivadas del arte flamenco, del que Ghirlandaio a menudo extraía modelos y motivos.   
Numerosos pájaros vuelan en el cielo, entre ellos patos, avefrías, un halcón y un martín pescador: se trata de notaciones naturalistas que a menudo eclipsan los significados simbólicos (como los pájaros que se aparean en vuelo, símbolo de los ciclos de la naturaleza que se renuevan o los halcones que son símbolo de la nobleza y es la figura del padre espiritual) derivados de la  influencia de artistas florentinos como Benozzo Gozzoli, de tradición gótica tardía.

## Estilo
La Vocación es una obra de excelente factura, en la que el artista utilizó una solemnidad que luego no se encuentra en su obra. El escenario, la vestimenta y los colores de algunos personajes y algunas actitudes recuerdan la escena del Pago del tributo de Masaccio en la Capilla Brancacci, una obra fundamental del primer renacimiento florentino que Ghirlandaio también tuvo la oportunidad de estudiar, según el testimonio de Vasari. 
Los colores son vivos y brillantes, particularmente efectivos para describir la delicadeza de la epidermis o para hacer juego con los colores de la ropa de moda de los contemporáneos.   
Las habilidades de Ghirlandaio para el retrato alcanzaron aquí, por primera vez, alturas de realismo penetrante, después de las primeras pruebas en los frescos de la Capilla de Santa Fina (1475), convirtiéndose en uno de sus rasgos más famosos y apreciados.

## Otros proyectos
- Wikimedia Commons alberga una categoría multimedia sobre Vocación de los apóstoles.

- Datos: Q16170348
- Multimedia: Calling of the apostles by Domenico Ghirlandaio (Sistine Chapel) / Q16170348